# У мрежи (ТВ филм)
„У мрежи” је југословенски ТВ филм из 1972. године. Режирао га је Марио Фанели а сценарио су написали Ерих Кос и Марио Фанели.

## Улоге
| Глумац             | Улога      |
| ------------------ | ---------- |
| Борис Бузанчић     | Саша Корда |
| Лана Голоб         |            |
| Ана Карић          |            |
| Здравка Крстуловић |            |
| Емил Кутијаро      |            |
| Звонко Лепетић     |            |
| Андро Марјановић   |            |
| Владимир Медар     |            |
| Фабијан Шоваговић  |            |